# Alfred Pippard
Alfred John Sutton Pippard (* 6. April 1891 in Yeovil, Somerset; † 2. November 1969 in Putney (London)) war ein britischer Flugzeug- und Bauingenieur.

## Biografie
Pippard war der Sohn eines Zimmermanns. 1908 bis 1911 studierte er an der Merchant Venturers School in  Bristol (einem der Vorläufer der Universität). Um an der Institution of Civil Engineers (ICE) als Bauingenieur zugelassen zu werden, musste er praktische Tätigkeit vorweisen, was er bei dem Freund seines verstorbenen Vaters tat. Dabei wurde er, da die Familie das nicht finanzieren konnte, durch ein staatliches Stipendium unterstützt. Unter anderem entwarf er das Stahlskelett für ein Warenhaus in Bristol. 1913 beendete er das Praktikum und wurde Ingenieur bei einem Wasserwerk in Wales. 1914 erhielt er einen Master-Abschluss mit einer Diplomarbeit über Steindämme. Im Ersten Weltkrieg war er als Statiker im Flugzeugbau im Admiralty Air Departement. 1918 wurde er dafür MBE. Er schrieb mit Kollegen ein Buch über Statik von Flugzeugen und trat 1919 einem Ingenieurbüro im Flugzeugbau von Alec Ogilvie bei. 1920 erhielt er einen D.Sc. der Universität Bristol. Seine Firma untersuchte zwar einige Flugunfälle, konnte aber keine größeren Aufträge für Flugzeuge gegen die etablierten Firmen erhalten.
Pippard war ab 1919 Lecturer am Imperial College London und ab 1922 Professor am University College Cardiff. Mit seinem Assistenten John Baker analysierte er dort die Statik von Luftschiffen (R100, R101). 1928 wurde er Professor an der Universität Bristol und 1933 am Imperial College (sein Nachfolger in Bristol wurde Baker). Dort führte er 1946 Vorlesungen über Betonbau und Bodenmechanik ein und modernisierte damit das Curriculum. In der Bodenmechanik unterstützte er Alec W. Skempton und lud 1939 Karl Terzaghi ein. 1955 wurde er Prorektor und 1956 wurde er emeritiert. Nach seiner Emeritierung war er Gastprofessor an der Northwestern University und hielt dabei auch Vorlesungen an anderen US-Universitäten.
Nach dem Absturz des R 101 Luftschiffs am 5. Oktober 1930 bei Beauvais, bei dem auch viele Freunde unter den 48 Toten waren, zog er sich aus der Flugzeugindustrie zurück und wandte sich dem Bauingenieurwesen zu. Das Luftschiff war von der Regierung auf einen Flug von England nach Karatschi geschickt worden, bevor der technische Bericht von Pippard und Leonard Bairstow vorlag. Beim Jungfernflug war Pippard noch selbst mit anderen bedeutenden Wissenschaftlern und Ingenieuren wie Richard Glazebrook, Bairstow, Richard V. Southwell an Bord gewesen. Damit endete die Luftschiff-Entwicklung in England.
Als Bauingenieur befasste er sich unter anderem mit Dämmen.
1944 wurde er in den Rat des ICE gewählt. 1954 wurde er Fellow der Royal Society. Ab 1951 war er 15 Jahre in einem Komitee, das die Verschmutzung der Themse untersuchte.
1966 wurde er Ehrendoktor in Bristol und Birmingham und 1968 der Brunel University.

## Schriften
- mit J. Laurence Pritchard: Aeroplane Structures, Longmans, Green & Co., 1919,  2. Auflage 1935, Archive
- Strain energy methods in stress analysis, Longmans, Green & Co., 1928, Archive